# Bonsall, Derbyshire
Bonsall là ngôi làng và xã thuộc vùng Derbyshire Dales ở rìa Peak District. Dân số xã này bao gồm Brightgate và Horse Dale tổng cộng 775 người theo Điều tra dân số năm 2001, tăng lên 803 người theo Điều tra dân số năm 2011.

## Địa lý
Bonsall cách Matlock khoảng 5 dặm (8 km) và cách Derby khoảng 18 dặm (29 km). Bonsall có lịch sử khai thác chì lâu đời, cùng với thị trấn Wirksworth lân cận, có lẽ có từ thời La Mã, và được ghi lại trong Sách Ngày Tận Thế.
Cách tiếp cận ngôi làng này là qua một ngọn đồi dốc dẫn lên từ Via Gellia (nay là đường A5012) và Cromford gần đó. Con đường này được cư dân địa phương gọi là Clatterway, hoặc đôi khi là Col du Bonsall.
Ngôi làng nằm ở rìa Công viên Quốc gia Peak District, biên giới chia đôi vùng ngoại ô 'Uppertown'. Ngôi làng nằm trên Con đường Đá vôi, ở đầu nhánh của nó tới Matlock, và trên Con đường Ranh giới Peak District.
Những phần của Nhà thờ Thánh St James Tông đồ ở Bonsall có niên đại từ thế kỷ 13, bao gồm cả phía bắc của thánh điện và mái vòm của dãy cuốn phía nam. Khu mái vòm của lối đi phía bắc muộn hơn và ngọn tháp theo kiểu Gothic Vuông góc cũng vậy. Các bức tường bên ngoài của nhà thờ này được xây dựng lại vào năm 1861–1862 dưới sự chỉ đạo của kiến trúc sư Phục hưng Gothic Ewan Christian.
Có một thánh giá chợ ở trung tâm làng có thể tồn tại từ thời Trung Cổ. Quả bóng trên đỉnh thánh giá được thêm vào năm 1671. Bonsall đã nộp đơn xin cấp khế ước chợ khoảng ba trăm năm trước, nhưng bị từ chối.
Nhà Manor được xây dựng vào khoảng năm 1670 và nhà cộng đồng Kings Head được thành lập vào năm 1677.

## Dệt may và mỏ chì
Cư dân Bonsall từng tham gia vào ngành dệt may, trước và sau thời Richard Arkwright. Khoảng năm 1850, Bonsall là một ngôi làng nông nghiệp được các mỏ chì và các xưởng đan khung sầm uất của thợ gia công bao quanh. Một vài xưởng đan khung thế kỷ 18 và 19 vẫn tồn tại đến nay. Nhiều người còn làm việc trong các nhà máy kéo sợi bông ở Cromford và Via Gellia. 

## Kinh tế và tiện nghi

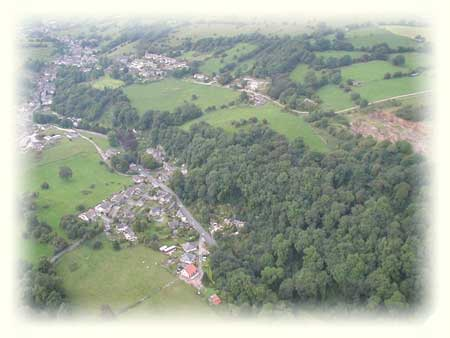
Ảnh chụp từ trên không của làng Bonsall nhìn từ trực thăng

Bonsall vẫn là ngôi làng lao động liên quan đến nông nghiệp, vận chuyển hàng hóa nặng và một loạt các hình thức công nghệ thông tin. Tuy vậy, hầu hết mọi người dân trong làng đều đổ xô đến các thành phố như Derby, Nottingham và Sheffield để tìm việc làm. Làng hỗ trợ hai ngôi nhà công cộng là Barley Mow và Kings Head.
Xã này có cả trường tiểu học thuộc Giáo hội Anh.

### Trại Bonsall
Trại Bonsall ở Uppertown là một trại trẻ Kitô giáo, thuộc sở hữu của Quỹ Thanh niên Kitô giáo, một tổ chức từ thiện tổ chức một số tuần lễ dành cho trẻ em và thanh thiếu niên trong các kỳ nghỉ hè. Trại này được mở ở đây suốt hơn 60 năm qua.

### Sự kiện
Các điểm tham quan của làng này bao gồm "Cuộc đua Gà mái Giải Vô địch Thế giới" được tổ chức hàng năm vào tháng 8 tại nhà cộng đồng Barley Mow. Sự kiện này được tổ chức lần đầu tiên vào năm 1992.

## Vụ chứng kiến UFO
Trong hai năm kể từ tháng 10 năm 2000, đã có 19 trường hợp người dân nhìn thấy UFO trong khu vực này. Ngày 5 tháng 10 năm 2000, Sharon Rowlands đã chụp ảnh một vật thể hình tròn. Vật thể hình tròn cho thấy sự giống với vật thể hình tròn được nhìn thấy trong sứ mệnh Tàu con thoi STS-75 Columbia vào đầu năm 1996.